# Municipio de Arthur (condado de Kanabec)
El municipio de Arthur (en inglés: Arthur Township) es un municipio ubicado en el condado de Kanabec en el estado estadounidense de Minnesota. En el año 2010 tenía una población de 1843 habitantes y una densidad poblacional de 23,41 personas por km².

## Geografía
El municipio de Arthur se encuentra ubicado en las coordenadas 45°51′45″N 93°19′9″O / 45.86250, -93.31917. Según la Oficina del Censo de los Estados Unidos, el municipio tiene una superficie total de 78.74 km², de la cual 75,17 km² corresponden a tierra firme y (4,53 %) 3,56 km² es agua.

## Demografía
Según el censo de 2010, había 1843 personas residiendo en el municipio de Arthur. La densidad de población era de 23,41 hab./km². De los 1843 habitantes, el municipio de Arthur estaba compuesto por el 96,36 % blancos, el 0,16 % eran afroamericanos, el 0,54 % eran amerindios, el 0,16 % eran asiáticos, el 0,16 % eran isleños del Pacífico y el 2,6 % eran de una mezcla de razas. Del total de la población el 1,3 % eran hispanos o latinos de cualquier raza.